# (6882) Sormano
(6882) Sormano ist ein Asteroid des Hauptgürtels, der am 5. Februar 1995 von den italienischen Astronomen Piero Sicoli und Valter Giuliani am Osservatorio Astronomico Sormano (IAU-Code 587) in Sormano entdeckt wurde.
Der Asteroid gehört zur Maria-Familie, einer Gruppe von Asteroiden, die nach (170) Maria benannt ist.
Der Himmelskörper wurde nach der lombardischen Gemeinde Sormano benannt, die das Observatorium beherbergt, an dem dieser Asteroid entdeckt wurde.